# Elecciones estatales de Tabasco de 2000
Las Elecciones estatales de Tabasco de 2000 se llevaron a cabo el domingo 15 de octubre de 2000, y en ellas fueron renovados los titulares de los siguientes cargos de elección popular del estado mexicano de Tabasco:
- Gobernador de Tabasco: Titular del Poder Ejecutivo del estado, electo para un periodo de seis años no reelegibles en ningún caso. El candidato oficialmente electo fue Manuel Andrade Díaz, sin embargo, el Tribunal Electoral del Poder Judicial de la Federación declaró nula la elección del Gobernador.
- 31 diputados del Congreso del Estado: 18 diputados electos por mayoría relativa elegidos en cada uno de los distritos electorales del estado, y 13 electos por el principio de representación proporcional.
- 17 ayuntamientos: Formados por un presidente municipal, un síndico y un grupo de regidores, electos para un periodo de tres años, no reelegibles de manera consecutiva.

## Resultados electorales
Once partidos políticos con registro en Tabasco pudieron participar en el proceso electoral, los candidatos y los resultados que obutivieron son los siguientes:

### Gobernador
|  | 8.38 % |

|  | 43.31 % |

|  | 43.22 % |

|  | 1.04 % |

|  | 0.32 % |

|  | 0.06 % |

|  | 0.06 % |

|  | 0.02 % |

|  | 2.06 % |

|  | 100.00 % |

### Ayuntamientos
| Partido/Alianza | Partido/Alianza                                                    | Municipios |
| --------------- | ------------------------------------------------------------------ | ---------- |
|                 | Alianza por el Cambio (Tabasco) PAN-Convergencia por la Democracia | 0          |
|                 | Partido Revolucionario Institucional                               | 12         |
|                 | Partido de la Revolución Democrática                               | 5          |
|                 | Partido del Trabajo                                                | 0          |
|                 | Partido Verde Ecologista de México                                 | 0          |
|                 | Partido de la Sociedad Nacionalista                                | 0          |
|                 | Partido Alianza Social                                             | 0          |
|                 | Partido de Centro Democrático                                      | 0          |

Fuente: Institito de Mercadotecnia y Opinión

#### Municipio de Villahermosa
- Andrés Granier Melo  Hecho

Villahermosa es la Capital Tabasco y está ubicada el municipio que se llama Centro.

#### Municipio de Cárdenas
- Abenamar Morales Gamas  Hecho

#### Municipio de Jalpa de Méndez
- Antonio Sastre Mendoza  Hecho

#### Municipio de Macuspana
- José Eduardo Rovirosa Ramírez  Hecho

#### Municipio de Balancán
- Saul Plancarte Torres  Hecho

#### Municipio de Tenosique
- Raymundo Rosado Mendoza  Hecho

#### Municipio de Comalcalco
- Eugenio Granel Cáceres  Hecho

### Diputados
| Partido/Alianza | Partido/Alianza                             | Distritos (Mayoría relativa) | Representación proporcional |
| --------------- | ------------------------------------------- | ---------------------------- | --------------------------- |
|                 | Partido Acción Nacional                     | 0                            |                             |
|                 | Partido Revolucionario Institucional        | 12                           |                             |
|                 | Partido de la Revolución Democrática        | 6                            |                             |
|                 | Partido del Trabajo                         | 0                            |                             |
|                 | Partido Verde Ecologista de México          | 0                            |                             |
|                 | Convergencia                                | 0                            |                             |
|                 | Partido de la Sociedad Nacionalista         | 0                            |                             |
|                 | Partido Alianza Social                      | 0                            |                             |
|                 | Partido Auténtico de la Revolución Mexicana | 0                            |                             |
|                 | Partido de Centro Democrático               | 0                            |                             |

Fuente: Instituto de Mercadotecnia y Opinión

## Anulación
Los partidos políticos de oposición, Partido Acción Nacional, y el Partido de la Revolución Democrática, desconocieron los resultados electorales, acusando al gobierno estatal, encabezado por Roberto Madrazo Pintado, de haber intervenido a favor del candidato del PRI y presentaron sus impugnaciones ante el Tribunal Electoral del Poder Judicial de la Federación, que resolvió que el gobierno estatal había intervenido ilegalmente en el proceso electoral haciéndolo inequitativo, ante lo cual declaró nula la elección de Gobernador, revocando el "triunfo" de Manuel Andrade Díaz, esto obligó al nombramiento de un gobernador interino que asumiera el cargo al terminar el periodo de Madrazo, el electo fue Enrique Priego Oropeza, sin embargo su elección suscitó una grave crisis política en el estado, al dividirse dos legislaturas sucesivas del Congreso de Tabasco entre el nombramiento de éste o del también priista Adán Augusto López Hernández